# جون ماكورميك (لاعب كرة قدم أمريكية)
جون ماكورميك (بالإنجليزية: John McCormick)‏ هو لاعب كرة قدم أمريكية أمريكي، ولد في 26 مايو 1937 في بوسطن في الولايات المتحدة، وتوفي في 12 نوفمبر 2013.